# 拉达佩尔
拉达佩尔（法語：Ladapeyre，法語發音：[ladapɛʁ]）是法国克勒兹省的一个市镇，属于盖雷区。

## 地理
拉达佩尔（46°14'54"N, 2°2'54"E）面积30.63 平方千米，位于法国新阿基坦大区克勒兹省，该省份为法国中部省份，位于法國中央高原西北部，北起安德尔省和谢尔省，西接维埃纳省，南至科雷兹省，东临多姆山省，东北与阿列省接壤。
与拉达佩尔接壤的市镇（或旧市镇、城区）包括：阿然、沙特吕马尔瓦莱、克吕尼亚、雅莱什、雅纳日、皮奥纳、罗什、帕尔萨克 (克勒兹省)。

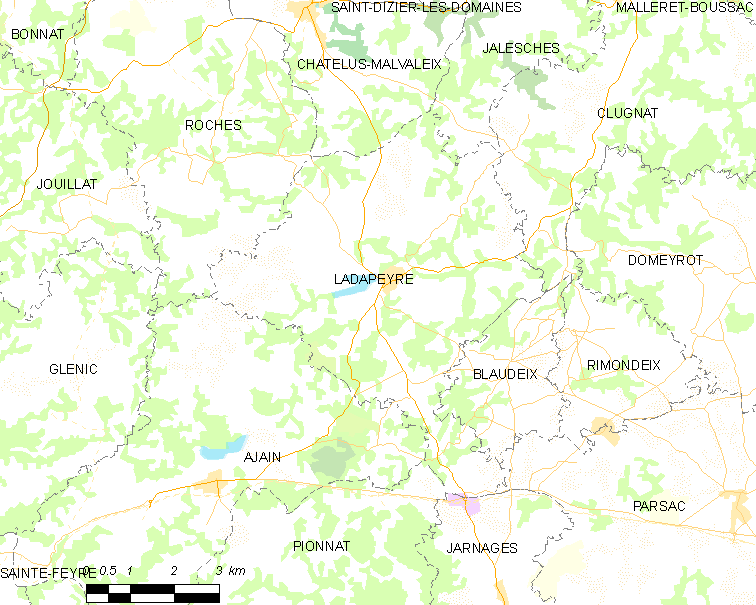
拉达佩尔的OSM定位图

拉达佩尔的时区为UTC+01:00、UTC+02:00（夏令时）。

## 行政
拉达佩尔的邮政编码为23270，INSEE市镇编码为23102。

## 政治
拉达佩尔所属的省级选区为古宗县。

## 人口

1962-2008年间拉达佩尔人口变化图示

拉达佩尔于2022年1月1日时的人口数量为356人。